# Charlotte Gingras
Charlotte Gingras (Quebec, 10 december 1943) is een Canadese jeugdschrijfster die pedagogiek en beeldende kunst studeerde. Ze gaf les in het basisonderwijs, richtte workshops creativiteit in voor volwassenen en werkte als freelancer in de beeldende kunsten.

## Boeken
1. Les Chats d'Aurélie (1994)
2. Les nouvelles bonheurs (1997)
3. La liberté? Connais pas (1999)
4. Un été de Jade (2000)
5. La fille de la forêt” (2002)
6. La boîte à bonheur (2004)
7. La disparition (2005)
8. Ophélie (2008)
9. Guerres (2011)

## Prijzen
- 1999 - Prix du Gouverneur général pour les arts de la scène
- 1999 - Prix du Gouverneur général, La Liberté? Connais pas...
- 2000 - Prix du Gouverneur général, Un été de Jade
- 2003 - Prix du livre M. Christie, La boîte à bonheur
- 2004 - Finaliste au Prix du Gouverneur général, La boîte à bonheur
- 2009 - Prix du livre jeunesse des bibliothèques de Montréal

- Bibliothèque nationale de France: cb13776947t (data)
- Gemeinsame Normdatei: 124505961
- International Standard Name Identifier: 0000 0000 8530 5196
- Library of Congress Control Number: n00021610
- Nederlandse Thesaurus van Auteursnamen: 207222312
- Système universitaire de documentation: 159246725
- Virtual International Authority File: 5731149068627265730003